# جزيرة كلوة
جزيرة كِلْوَة المعروفة الآن باسم كلوة كيسيواني (بالإنجليزية: Kilwa Kisiwani)‏ (ويُلفظ: كيلوا كيسيواني)؛ إحدى الجزر الواقعة على السواحل الشرقية لإفريقيا، بجمهورية تنزانيا. ويفصل الجزيرة عن بقية التراب التنزاني مضيق بحري عرضه ثلاثة كيلومترات.

## تاريخها

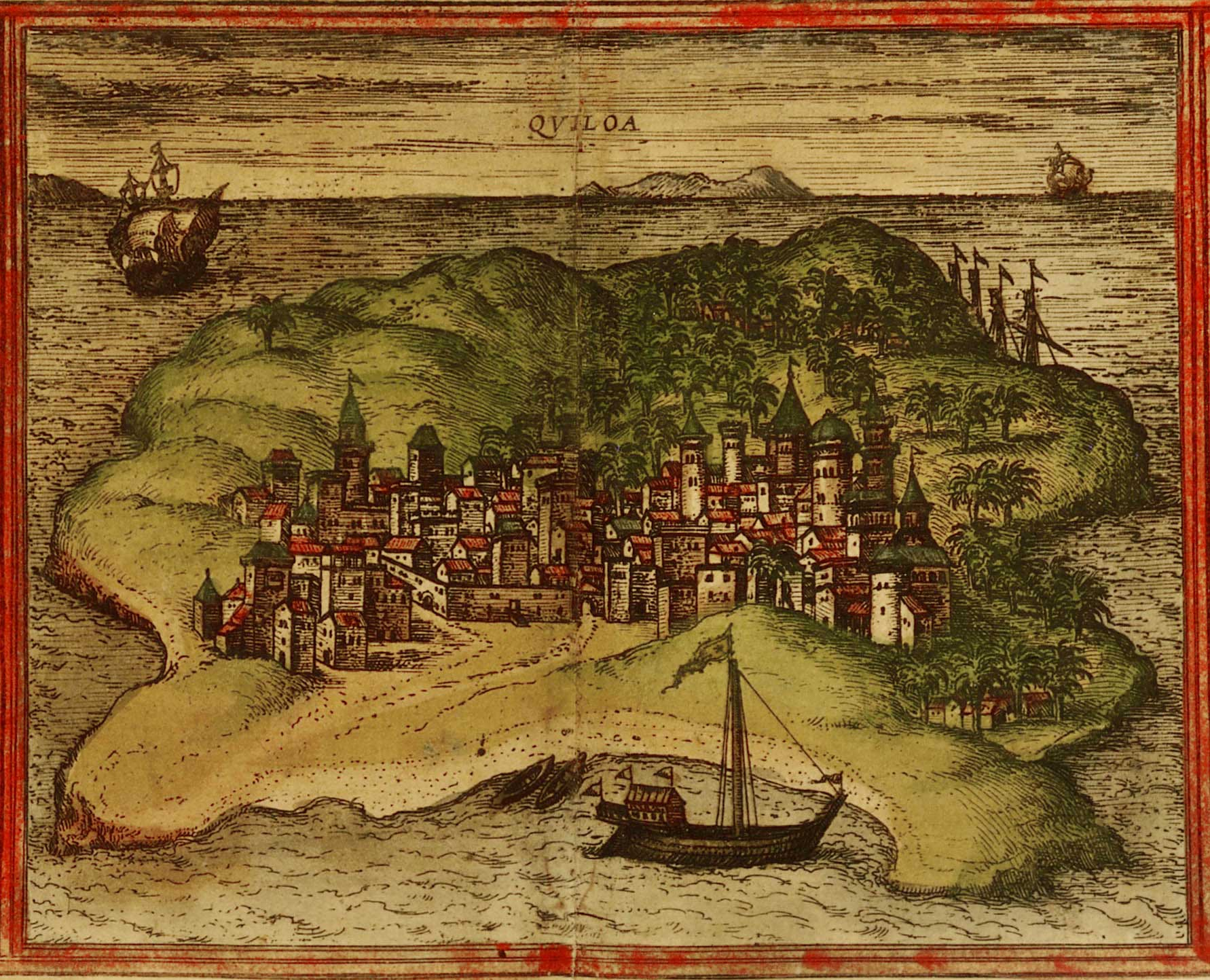
كويلوا - منظر علوي لمدينة كيلوا (تنزانيا) من أطلس سيفيتاتس أوربيس تيراروم لجورج براون وفرانز هوغنبرغ

هاجر العرب إلى مدينة كلوة منذ العصر الأموي، واستوطنوها وتردَّدوا عليها للتجارة بالبضائع بين شبه الجزيرة العربية وشرق إفريقيا، وخالطوا سكانها الأصليين وتعلَّموا لغتهم، وقد أدى هذا إلى نشر اللغة العربية (التي تحوَّرت لاحقاً إلى السواحيلية) والدين الإسلامي بين أهل المدينة منذ قرون عديدة. ومع توافد العرب المستمر أخذت المدينة في الازدهار والتطور، وأصبحت من أعظم مرافئ شرق إفريقيا. في القرن الحادي عشر باع ثري سواحيلي جزيرة كلوة إلى «علي ابن الحسن الشيرازي» وهو ابن شاه شيراز وأمه حبشية. وأسس مدينة كلوة على أرض هذه الجزيرة، والتي تحولت إلى سلطنة كلوة ثم أصبحت واحدة من أكبر مراكز التجارة على الساحل الشرقي لإفريقيا، وقد اشتهرت آنذاك بتجارة الذهب والحديد من بلاد زيمبابوي، والعاج من بلاد تنزانيا المعروفة الآن، والنسيج والأحجار الكريمة والخزف والبهارات من آسيا. وفي القرن الثاني عشر وتحت حكم «أسرة المهدلي» أصبحت كلوة من أقوى وأشهر المدن على طول الساحل الشرقي لإفريقيا، وبلغت ذروة قوتها في القرن الخامس عشر. وشملت سلطنة كلوة كل من ماليندي ومومباسا وجزيرة بمبا وزنجبار وجزيرة مافيا وجزر القمر وموزمبيق وسفالة والمحطات التجارية عبر مضيق موزمبيق.
وفي عام 1331 زارها الرحالة العربي ابن بطوطة وكانت تحت حكم السلطان الحسن بن سليمان وهو من سلالة «أسرة المهدلي»، فقال عنها ابن بطوطة (.. ركبنا البحر من جزيرة منبسي إلى مدينة كلوة وهي مدينة عظيمة ساحلية أكثر أهلها الزنوج والمستحكموا السواد ولهم شرطات في وجوههم. ومدينة كلوة من أحسن المدن واتقنها عمارة وكلها بالخشب، وسقف بيوتها الديس، والأمطار بها كثيرة، وهم أهل جهاد، والغالب عليهم الدين والصلاح، وهم شافعية المذهب، وسلطان كلوة في عهد دخولي إليها هو أبو المظفر حسن ويكنى أيضاً أبا المواهب لكثرة مواهبه ومكارمه، وكان كثير الغزو في أرض الزنوج..). وفي القرن الرابع عشر بنى السلطان الحسن بن سليمان قصر «حوسوني كبوا» من حجارة الشعب المرجانية لجزيرة كلوة ثم وسع بناء مسجد كلوة الكبير والذي يعود بناؤه إلى القرن الثالث عشر، وقد سكن السلطان القصر لفترة زمنية قصيرة ثم تركه قبل إكماله. وفي بداية القرن السادس عشر رست سفن المستكشف البرتغالي فاسكو دا غاما ورجاله على سواحل جزيرة كلوة والذي بهرته حضارتها الإسلامية الغنية، ثم حوصرت مدينة كلوة وسقطت في أيدي البرتغاليين وهدمت معظم مساجدها، وبنوا فيها السجن المعروف باسم جيريزا Gereza، وبقيت كلوة تحت سيطرتهم حتى عام 1512 عندما طرد العرب البرتغاليين واستعادت المدينة بعضاً من ازدهارها السابق. وفي عام 1784 سيطر العرب العمانيون في زنجبار على كلوة، وبعد انتهاء الحكم العماني بنى الفرنسيون حصناً في الرأس الشمالي للجزيرة ويرى من مسافة بعيدة من البحر، أما المدينة فقد أهملت وأضمحلت حضارتها وبقيت حتى عام1840، ثم أصبحت الجزيرة جزءاً من مستعمرة شرق إفريقيا الألمانية من عام 1886 حتى عام 1918.

## سلاطين كلوة

### سلالة الشيرازيين[5]
- علي بن الحسين بن علي (346 هـ\ 957 م)
- محمد بن علي
- علي بن باشات بن علي (386 هـ\ 996)
- داود بن علي (389-393 هـ\ 999-1003 م)
- الحسن بن سليمان (395 هـ \ 1005)
- على بن داود (433-493 هـ\1042-1110 م)
- سليمان (523 هـ\ 1129 م)
- داو بن سليمان (523\1131)
- سليمان بن الحسن بن داود (565\1170)
- داود بن سليمان (585\1189)
- طالوت بن سليمان (586\1190)
- الحسن بن سليمان (587\1191)
- خالد بن سليمان (612\1215)
- ؟ابن سليمان (622\1225)
- علي بن داود (661-665\1263-1267)

### المهادلة[5]
- الحسن بن طالوت (676\1277)
- سليمان بن الحسن (693\1294)
- داود بن سليمان «الأول»، (708\1308)
- الحسن بن سليمان «أبو المواهب» (710\1310)
- داود بن سليمان «الثاني»،
- سليمان بن داود (757\1356)
- الحسين بن سليمان (757\1356)
- طالوت بن الحسين (763\1362)
- سليمان بن الحسين (765\1364)
- سليمان بن سليمان بن الحسن (767\1366)
- الحسين بن سليمان (791\1389)
- محمد بن سليمان «العادل» (815\1412)
- سليمان بن محمد (824\1421)
- إسماعيل بن الحسين بن سليمان (846\1442)
- محمد بن الحسين بن محمد بن سليمان «المظلوم» (858\1454)
- أحمد بن سليمان بن محمد (859\1455)
- الحسن بن إسماعيل «الخطيب» (860\1456)
- سعيد بن الحسين (870\1466)
- سليمان بن محمد بن الحسين (881\1476)
- عبد الله بن الحسن (882\1477)
- علي بن الحسن (883\1478)
- الحسن بن سليمان «الأول»، (884\1479)
- سبحات بن محمد بن سليمان (890\1485)
- الحسن بن سليمان «الثاني»، (891-894\1486-1489)
- إبراهيم بن محمد (895\1490)
- محمد بن كواب، شقيق سليمان بن محمد، غاصب للسلطنة. (900\1495)
- الفضيل بن سليمان (900-904\1495-1499)

ستة حكام آخرون، إما غاصبون للسلطنة وإما معينون من جانب البرتغاليين.
حتى تقريبًا 957\1550.

## من المواقع التراثية العالمية

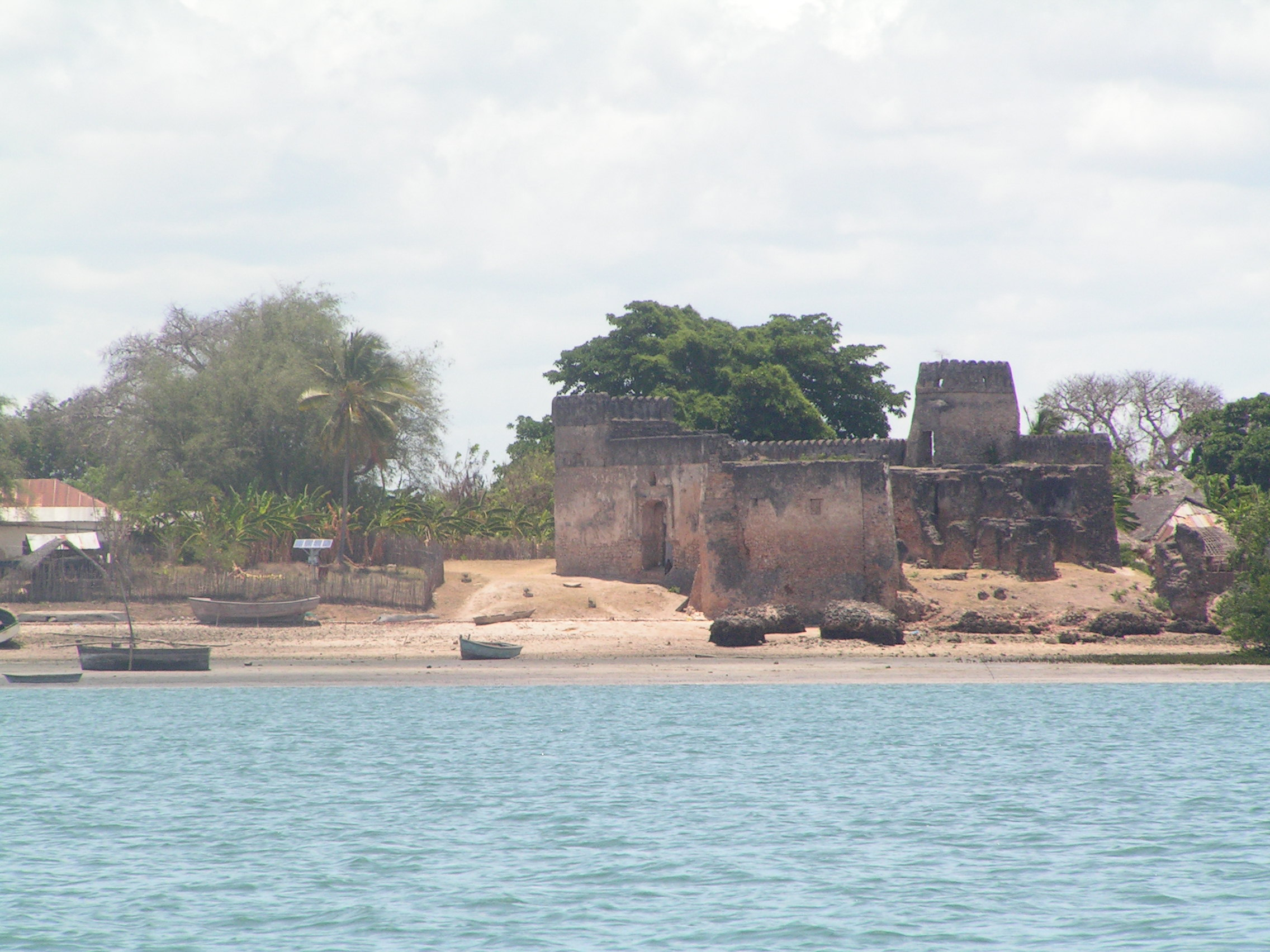
شاطئ جزيرة كلوة "كلوة كيسيواني"

لفتت مدينة كلوة الانتباه لمنقبي الآثار والمهتمين بالتاريخ في العالم منذ بداية الخمسينيات لدراسة تلك الحضارة التي سادت ثم أندثرت. وفي عام 1981 أعتبرت من المواقع التراثية العالمية تحت إشراف منظمة الأمم المتحدة للتربية والعلوم والثقافة يونسكو. وأصبح أهم المواقع الأثرية بها هو المسجد الكبير، و«قصر المكوتيني» Mkutini والذي بني في الماضي على شكل مثلث ذو جدران ضخمة بالإضافة لبعض الآثار المهمة. ونتيجة لعوامل تأثير التعرية والمناخ أصبح الجزء الشرقي من قصر «حوسوني كبوا» Husuni kubwa (قصر الملكات) مندثراً نتيجة انجراف التربة بسبب الأمطار والسيول التي أدت أيضاً لانجراف ما تبقى من معالم ومواد بناء القصر إلى المنحدرات، حاليا هناك غطاء نباتي من المانجروف يغطي آثار خمسة مساجد أثرية ربما تكون من القرن الرابع عشر أو الخامس عشر.

## السياحة
بلدة كلوة حاليا تقع ضمن مقاطعة كلوة لإقليم لندي، وإمكانية زيارة الجزيرة متاحة حيث يستطيع الزائر مشاهدة الآثار في «كلوة كيسيواني»، أما «كلوة ماسوكو» فيمكن زيارتها والوصول لها بالحافلات من دار السلام، ويتوفر عدد من النزل المريحة وهناك فندقين سياحيين، وتحتاج زيارة جزيرة كلوة إلى تصريح يمكن الحصول عليه بسهولة من المكتب الحكومي المحلي على الطريق الرئيس في «كلوة ماسوكو» ويمكن الحصول على جميع المعلومات السياحية والأنظمة المتبعة بالاستعلام من المراكز السياحية في تنزانيا ومكاتب السياحة المشهورة.

## وصلات خارجية
- موقع كلوة
- بي بي سي